# Scaptodrosophila bambuphila
Scaptodrosophila bambuphila är en tvåvingeart som först beskrevs av Gupta 1971.  Scaptodrosophila bambuphila ingår i släktet Scaptodrosophila och familjen daggflugor. Inga underarter finns listade i Catalogue of Life.